# Miletičova ulica

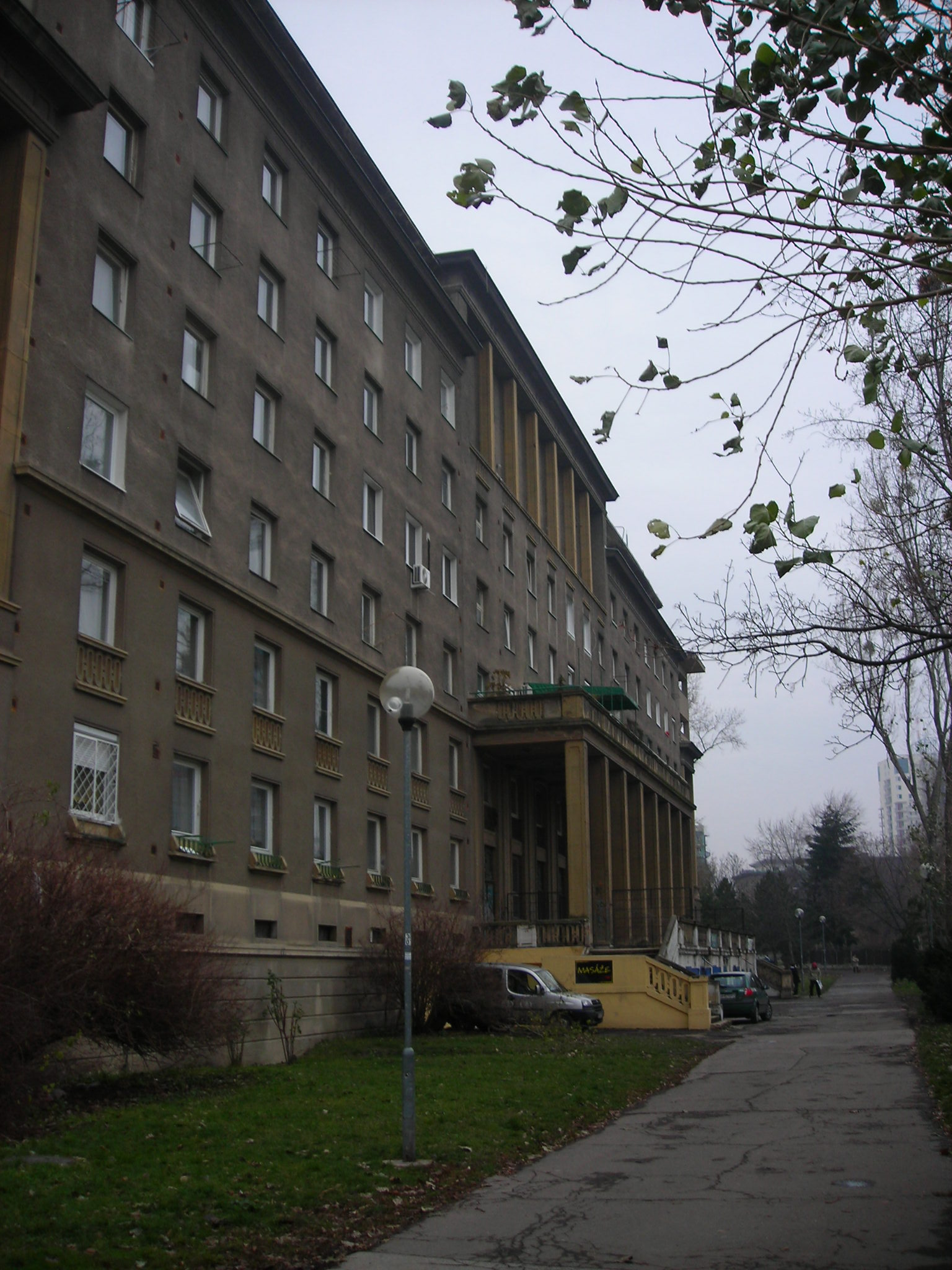
Ein Wohnhaus in der Großwohnsiedlung in der Straße, ein Beispiel des Sozialistischer Klassizismus

Miletičova ulica (deutsch Miletić-Straße) ist eine Straße im Bezirk Bratislava II, im Stadtteil Ružinov, im Ortsteil Nivy. Die Straße ist nach Svetozar Miletić benannt.

## Historisches
Die Straße folgt einem Teilstück der alten städtischen Schanzen, die sich von der Pressburger Burg in einem Halbkreis um die Stadt herum bis zum heute nicht mehr bestehenden Neuhäusler Arm der Donau zogen. An beiden Enden der Straße stand je eine Mautstelle an den Ausfallstraßen. Die ältesten Namen sind das ungarische Alsó Sánc út (1879) und das deutsche Schanzgrabenstrass (1880), bevor sie den Namen Paarstraße, nach dem Postmeister Martin Paar, erhielt. 1880 standen 17 Häuser entlang der Straße, dazu gab es vereinzelt Weingärten.
Nach der Gründung der Tschechoslowakei wurde die Straße 1921 von der slowakisierten Namensform Paarova ulica in Miletičova ulica umbenannt.
Die Straße beherbergt den Miletičova-Markt, umgangssprachlich oft Miletička genannt.

## Wichtige Gebäude
- Miletičova-Markt
- Kirche Maria Hilfe der Christen
- KR-Zentralbibliothek (Ružinov-Bibliothek) – Miletičova 47
- Slowakisches Rotes Kreuz – Miletičova 59